# Межрелигиозная ассоциация за мир и развитие
Межрелигиозная ассоциация за мир и развитие (кор. 세계평화종교인연합, англ. Interreligious Association for Peace and Development, IAPD) — международная неправительственная межрелигиозная организация.
Ассоциация основана в 2017 году и объединяет деятелей религий разных стран для диалога и миротворческого взаимодействия. Штаб-квартира расположена в Сеуле, Республика Корея.

## История
Ассоциация открыта в ноябре 2017 года в Южной Корее на межконфессиональной конференции с участием представителей более чем 20 религиозных конфессий и 500 религиозных лидеров из более чем 70 стран. Концепция ассоциации предложена соосновательницей Федерации за всеобщий мир, корейским общественным и религиозным деятелем Хан Хакча.
В 2018 года ассоциация создала отделения в ряде стран мира. В 2019 году глава Римско-Католической Церкви Папа Франциск принял делегацию ассоциации в Ватикане.

## Концепция
Одна из главных задам ассоциации — мобилизация религиозных деятелей для воссоединения КНДР и Республики Корея. В сфере прав человека ассоциация поддерживает программы по религиозной свободе. Ассоциация представляет собой инициативу для включения духовного измерения человеческой личности и межрелигиозного диалога для противостояния терроризму и экстремизму. Религиозные лидеры воспринимаются как ключевые участники в решении общественных проблем, способные способствовать примирению и построению культуры мира.

## Отделения
Вскоре после учреждения ассоциации в Корее её отделения были открыты в других станах:

### Азия
Ассоциация работает в регионах Республики Корея. 2021 году ассоциация была открыта в Малайзии и в Сингапуре. Индуистский деятель Садгуру Бхау Махарадж выступил на учредительной конференции ассоциации в Индии.

### Африка
14 августа 2021 года было создано отделение ассоциации в Гане. В 2018 году программа ассоциации состоялась в Кейптауне, ЮАР. Национальные отделения ассоциации открыты в Бенине, Демократической Республики Конго, Кот-д'Ивуаре, Кении, Мали, Нигерии и Замбии.

### Европа и Ближний Восток
Инаугурация единого отделения ассоциации в Европе и на Ближнем Востоке состоялась в апреле 2018 года в Вене, Австрия. На инаугурации выступил посол Республики Корея в Австрии, а также доктор Унгер, один из основателей Европейской академии наук и искусств. Среди выступавших также были Апостольский архиепископ Зимбабве, президент Всемирного конгресса религий Великобритании и другие религиозные лидеры. Во время празднования Всемирной недели межконфессионального согласия в Грузии в феврале 2022 года было создано местное отделение Межрелигиозной ассоциации за мир и развитие.

### Южная Америка
В 2018 году ассоциация открыла представительство в Бразилии.

## Партнерство
В августе 2022 года была принята резолюция о создании Консультативного совета ассоциации в партнерстве с Африканским союзом.

## Внешние ссылки
- archive.upf.org/associations/iapd — официальный сайт Межрелигиозная ассоциация за мир и развитие
- Отделение в Европе и на Ближнем Востоке